# 라호르 수바
라호르 수바는 중부 펀자브 지역을 아우르는 무굴 제국의 수바로, 오늘날는 파키스탄과 인도로 나뉘어 있다. 1580년 악바르 황제의 행정 개혁으로 무굴 제국의 12수바 중 하나로 탄생했다. 이 속주는 1758년 마지막 총독 아디나 베그가 사망한 후 사라졌으며, 상당 부분이 두라니 제국에 편입되었다.